# Fairstead
Fairstead – wieś i civil parish w Anglii, w Esseksie, w dystrykcie Braintree. W 2001 civil parish liczyła 206 mieszkańców. We civil parish znajduje się 25 zabytkowych budynków. We wsi znajduje się kościół. Fairstead jest wspomniana w Domesday Book (1086) jako Fairsteda.